# Paralabrax loro
Paralabrax loro is een  straalvinnige vissensoort uit de familie van zaag- of zeebaarzen (Serranidae). De wetenschappelijke naam van de soort werd voor het eerst geldig gepubliceerd in 1936 door Walford.
De soort staat op de Rode Lijst van de IUCN als Onzeker, beoordelingsjaar 2008.